# Isfiya
Isfiya (Arabisch: عسفيا; Hebreeuws עִסְפִיָא), ook geschreven als Ussefiya or Usifiyeh, is een gemeente in Israël. In 2003 werd de gemeente gefuseerd met het nabijgelegen Daliyat al-Karmel om zo samen Karmel-stad te vormen. In 2008 gingen zij echter weer uit elkaar en verkregen hun onafhankelijke status terug.

## Bevolking
In 2019 telde Isfiya 12.503 inwoners, een aantal dat de afgelopen decennia continu is gestegen. Nagenoeg alle inwoners zijn etnische Arabieren (98,5%): voornamelijk Druzen (77,1%), maar er zijn ook christelijke (13,6%) en islamitische (9,1%) Arabieren aanwezig. In 2019 woonden er ook 109 inwoners van Joodse afkomst, circa 0,9% van de bevolking.
|  |